# Șamșud
Șamșud 'en hongrois Szilágysámson) est une commune roumaine du județ de Sălaj, dans la région historique de Transylvanie et dans la région de développement du Nord-ouest.

## Géographie
La commune de Șamșud est située dans le nord du județ, à la limite avec le județ de Satu Mare, dans les collines Silvaniei, à 28 km au nord-ouest de Zalău, le chef-lieu du județ.
La municipalité est composée des deux villages suivants (population en 2002) :
- Șamșud (1 182), siège de la commune ;
- Valea Pomilor (584).

## Histoire
La première mention écrite de la commune date de 1366 sous le nom de Sampson.
La commune, qui appartenait au royaume de Hongrie, faisait partie de la principauté de Transylvanie et elle en a donc suivi l'histoire.
Après le compromis de 1867 entre Autrichiens et Hongrois de l'empire d'Autriche, la principauté de Transylvanie disparaît et, en 1876, le royaume de Hongrie est partagé en comitats. Șamșud intègre le comitat de Szilágy (Szilágymegye).
À la fin de la Première Guerre mondiale, l'Empire austro-hongrois disparaît et la commune rejoint la Grande Roumanie.
En 1940, à la suite du deuxième arbitrage de Vienne, elle est annexée par la Hongrie jusqu'en 1944. Elle réintègre la Roumanie après la Seconde Guerre mondiale.

## Politique
Le conseil municipal de Șamșud compte 11 sièges de conseillers municipaux. À l'issue des élections municipales de juin 2008, Ciaba Kis-Iuhasz (UDMR) a été élu maire de la commune.
| Parti                                      | Nombre de conseillers |
| ------------------------------------------ | --------------------- |
| Union démocrate magyare de Roumanie (UDMR) | 9                     |
| Parti tsigane "Pro Europa"                 | 1                     |
| Parti social-démocrate (PSD)               | 1                     |

## Religions
En 2002, la composition religieuse de la commune était la suivante :
- Réformés, 82,21 % ;
- Baptistes, 7,92 % ;
- Pentecôtistes, 5,54 % ;
- Chrétiens orthodoxes, 2,32 %.

## Démographie
En 1910, à l'époque austro-hongroise, la commune comptait 84 Roumains (4,14 %) et 1 893 Hongrois (93,30 %).
En 1930, on dénombrait 121 Roumains (5,80 %), 1 868 Hongrois (89,46 %), 43 Juifs (2,06 %) et 52 Tsiganes (2,49 %).
En 1956, après la Seconde Guerre mondiale, 107 Roumains (4,54 %) côtoyaient 2 219 Hongrois (94,11 %) et 29 Tsiganes (1,23 %).
En 2002, la commune comptait 33 Roumains (1,86 %), 1 582 Hongrois (89,58 %) et 150 Tsiganes (8,49 %). On comptait à cette date 679 ménages et 661 logements.
| 1850  | 1880  | 1900  | 1910  | 1920  | 1930  | 1941  | 1956  | 1966  |
| ----- | ----- | ----- | ----- | ----- | ----- | ----- | ----- | ----- |
| 1 775 | 1 666 | 1 852 | 2 029 | 1 968 | 2 088 | 2 180 | 2 358 | 2 253 |

| 1977  | 1992  | 2002  | 2007  | - | - | - | - | - |
| ----- | ----- | ----- | ----- | - | - | - | - | - |
| 1 988 | 1 697 | 1 766 | 1 795 | - | - | - | - | - |

## Économie
L'économie de la commune repose sur l'agriculture (106 ha de vignes notamment).

## Communications

### Routes
Șamșud est située sur la route DC4A qui permet de rejoindre la route nationale DN1F Zalău-Satu Mare.